# プラスキ郡 (インディアナ州)
プラスキ郡（英: Pulaski County、[pʊˈlæskaɪ] puu-lask-eye、プラスカイと発音されている）は、アメリカ合衆国インディアナ州の北西部に位置する郡である。2010年国勢調査での人口は13,402人であり、2000年の13,755人から2.6%減少した。郡庁所在地はウィナマク町（人口2,490人）であり、同郡で人口最大の都市でもある。
2007年3月11日に、プラスキ郡は中部標準時から東部標準時に移行した。今後も東部標準時を守る考えである。

## 歴史
プラスキ郡は1839年に設立された。

## 地理
アメリカ合衆国国勢調査局に拠れば、郡域全面積は434.53平方マイル (1,125.4 km2)であり、このうち陸地433.65平方マイル (1,123.1 km2)、水域は0.88平方マイル (2.3 km2)で水域率は0.20%である。

### 主要高規格道路
- アメリカ国道35号線
- アメリカ国道421号線
- インディアナ州道14号線
- インディアナ州道39号線
- インディアナ州道114号線
- インディアナ州道119号線

### 鉄道
- CSXトランスポーテーション

### 隣接する郡
- スターク郡 - 北
- マーシャル郡 - 北東
- フルトン郡 - 東
- カス郡 - 南東
- ホワイト郡 - 南
- ジャスパー郡 - 西

## 気候と気象
近年、郡庁所在地であるウィナマク町の平均気温は1月の14°F (-10 ℃) から7月の84°F (29 ℃) まで変化している。過去最低気温は1985年1月に記録された-29°F (-34 ℃) であり、過去最高気温は1988年6月に記録された102°F (39 ℃) である。月間降水量は2月の1.68インチ (43 mm) から6月の4.09インチ (104 mm) まで変化している。

## 郡政府
郡政府は憲法による政体であり、インディアナ州憲法とインディアナ州法典によって特別の権力を認められている。

### 郡政委員会
郡政委員会は郡政府の立法府であり、郡の歳出や歳入を管理している。委員は郡内の選挙区から選出され、任期は4年間である。給与、年間予算、特別支出を設定する責任がある。郡レベルで所得税や資産税、消費税、サービス税を課する限定付き権限があるが、所得税と資産税は州の承認を要する。

### 行政委員会
行政委員会は郡政府の行政府である。委員は郡全体を選挙区に選出され、任期は4年間で2年毎に半数が改選される。委員の一人、通常は最も経験のある者が議長になる。行政委員会は郡政委員会が決めた法を実行し、税金を集め、郡政府の日々の機能を管理する責任がある。

### 郡裁判所
郡は幾らかの民事訴訟を扱うことのできる小規模裁判所を維持している。判事は4年間任期で選出され、インディアナ州法廷弁護士協会の会員でなければならない。判事を補助するのがコンスタブルと呼ばれる法執行官であり、やはり4年間任期で選出される。特定の事件における判決に対しては、州レベルの巡回裁判所に控訴できる。

### 郡政府役人
上記以外に、保安官、検視官、監査官、財務官、登記官、測量師および巡回裁判所事務官が選挙で選ばれている。任期は4年間であり、郡政府の異なる部門を監督している。郡政府に選ばれる役人は支持政党を公にすることが求められ、また郡の住人でなければならない。
プラスキ郡はアメリカ合衆国下院議員インディアナ州第2選挙区に属し、2008年時点では民主党議員を選出している

## 人口動態
以下は2000年の国勢調査による人口統計データである。
| 基礎データ - 人口: 13,755人 - 世帯数: 5,170 世帯 - 家族数: 3,779 家族 - 人口密度: 12人/km2（32人/mi2） - 住居数: 5,918軒 - 住居密度: 5軒/km2（14軒/mi2） 人種別人口構成 - 白人: 97.53% - アフリカン・アメリカン: 0.92% - ネイティブ・アメリカン: 0.22% - アジア人: 0.20% - 太平洋諸島系: 0.02% - その他の人種: 0.35% - 混血: 0.76% - ヒスパニック・ラテン系: 1.39% 先祖による構成 - ドイツ系：41.2% - アメリカ人：15.5% - アイルランド系：10.4% - イギリス系：7.6% | 年齢別人口構成 - 18歳未満: 26.9% - 18-24歳: 7.4% - 25-44歳: 27.3% - 45-64歳: 23.0% - 65歳以上: 15.4% - 年齢の中央値: 38歳 - 性比（女性100人あたり男性の人口） - 総人口: 101.8 - 18歳以上: 99.7 世帯と家族（対世帯数） - 18歳未満の子供がいる: 33.9% - 結婚・同居している夫婦: 61.4% - 未婚・離婚・死別女性が世帯主: 7.3% - 非家族世帯: 26.9% - 単身世帯: 23.5% - 65歳以上の老人1人暮らし: 11.4% - 平均構成人数 - 世帯: 2.59人 - 家族: 3.06人 収入と家計 - 収入の中央値 - 世帯: 35,422米ドル - 家族: 41,028米ドル - 性別 - 男性: 30,673米ドル - 女性: 21,246米ドル - 人口1人あたり収入: 16,835米ドル - 貧困線以下 - 対人口: 8.3% - 対家族数: 6.3% - 18歳未満: 10.4% - 65歳以上: 6.9% |

## 郡区
プラスキ郡は下記12の郡区に分割されている。
| - ビーバー - カス - フランクリン - ハリソン | - インディアンクリーク - ジェファーソン - モンロー - リッチグローブ | - セイラム - ティピカヌー - ヴァンビューレン - ホワイトポスト |

## 都市と町
- フランシーズビル
- メダリービル
- モンテレー
- ウィナマク - 郡庁所在地

## 教育
プラスキ郡の公立学校は東プラスキ・コミュニティ学校法人と西中部学校法人が管理している。高校、中学、小学校各2校が含まれている。